# Yahara (rivière)
Pour les articles homonymes, voir Yahara.
La Yahara est un affluent de la rivière Rock, de 70 km de long, au sud du Wisconsin. Via la rivière Rock, elle fait partie du bassin versant du Mississippi.

## Géographie
La Yahara rejoint les lacs dans la ville de Madison.